# Zapatera
Le Zapatera, aussi appelé Zapatero ou Zapeton, est un volcan bouclier du Nicaragua formant une île dans le lac Nicaragua. L'île de Zapatera et l'archipel alentour appartiennent administrativement au département de Granada.
C'est également un site archéologique en raison de la grande quantité de statues monolithiques, de pétroglyphes et de céramiques précolombiennes qui y ont été trouvés, ainsi que sur d'autres îlots près de ses rives. C'est pourquoi la région est considérée comme un centre cérémoniel important de l'ancienne culture préhispanique qui l'a habitée entre 800 et 1350 apr. J.-C.
La dernière éruption du Zapatera s'est produite à une date inconnue.

## Géographie
Le Zapatera est situé dans le sud-ouest du Nicaragua, non loin du rivage nord-ouest du lac Nicaragua et à 25 km au sud-est de Granada. Ce volcan, comme le Mombacho au nord-ouest, ainsi que l'île d'Ometepe au sud-est et ses deux volcans (Le Concepciòn et le Maderas), sont alignés parallèlement à la faille qui sépare la plaque océanique des Cocos de la plaque continentale des Caraïbes. Ils sont le résultat de la subduction de la première de ces deux plaques tectoniques sous la seconde,. 
Le volcan désormais endormi a formé une île de 10 km de longueur pour 7 km de largeur. Il est composé d'une caldeira de 2 km de diamètre dont le rebord oriental constitue le point culminant avec 629 mètres d'altitude. Des dômes de lave parsèment ses flancs au nord-est, au sud ainsi qu'à l'intérieur de la caldeira avec le Cerro el Llano haut de 305 m. Sur ses pentes nord et ouest se trouvent des maars et des cônes de tuf dont la Laguna de Zapatera au nord-ouest qui forme un petit lac d'environ 20 ha. Des failles orientées sud-ouest-nord-est traversent l'île et se prolongent dans le lac Nicaragua.
Avec une superficie de 52 km2, Zapatera est la deuxième plus grande île du lac Nicaragua après Ometepe.
L'île principale boisée de Zapatera et les dix îlots voisins forment une réserve naturelle au sein du parc national de l'archipel de Zapatera, l'une des 78 zones protégées au Nicaragua.
Cet ensemble est situé dans une zone peu profonde et calme du lac, connue sous le nom de "Charco Muerto" (l'étang mort).

## Histoire
Zapatera a été visité en 1849 par le diplomate, géologue et ethnographe américain Ephraim George Squier (1821-1888), qui a observé la présence d'une quantité importante de statues, de pilastres et de pétroglyphes dans la zone de "Punta de las Figuras".  Certaines ont été mentionnées ou dessinées par Squier dans son ouvrage "Nicaragua; its People, Scenery, Monuments, and the proposed Interoceanic Canal" publié à New York en 1852.
Trente ans plus tard, en 1883, le professeur, biologiste, archéologue et naturaliste suédois Carl Bovallius (1849-1907), membre de la Société suédoise d'anthropologie et de géographie, a visité l'île, encouragé par les rapports de Squier, et a fait plusieurs découvertes importantes, notamment la découverte de 25 statues dans la zone connue sous le nom de Sonzapote (au nord-est), et des pétroglyphes trouvés sur l'île de La Ceiba.
Carl Bovallius a abondamment décrit, photographié et dessiné ces artéfacts dans son ouvrage "Nicaraguan Antiquities" publié en anglais en 1886.
Le Mexicain Felipe Pardines a publié un article sur les pétroglyphes de l'île d'El Muerto à la fin des années 1930. Les recherches archéologiques les plus récentes ont été menées dans les années 1980 et ont impliqué un certain nombre de petites fouilles, et une étude approfondie de l'île est nécessaire.

## Archéologie
Le pillage et l'enlèvement des vestiges archéologiques est un problème persistant sur Zapatera. Presque toutes les statues ont été retirées de l'île : une collection considérable est conservée au musée du couvent de San Francisco à Granada, mais beaucoup d'autres sont utilisées comme ornements dans les bâtiments de l'État ou sont entre les mains de collectionneurs privés. Des trouvailles plus petites ont également été dispersées en grande partie dans des collections privées ou des collections de musées étrangers.

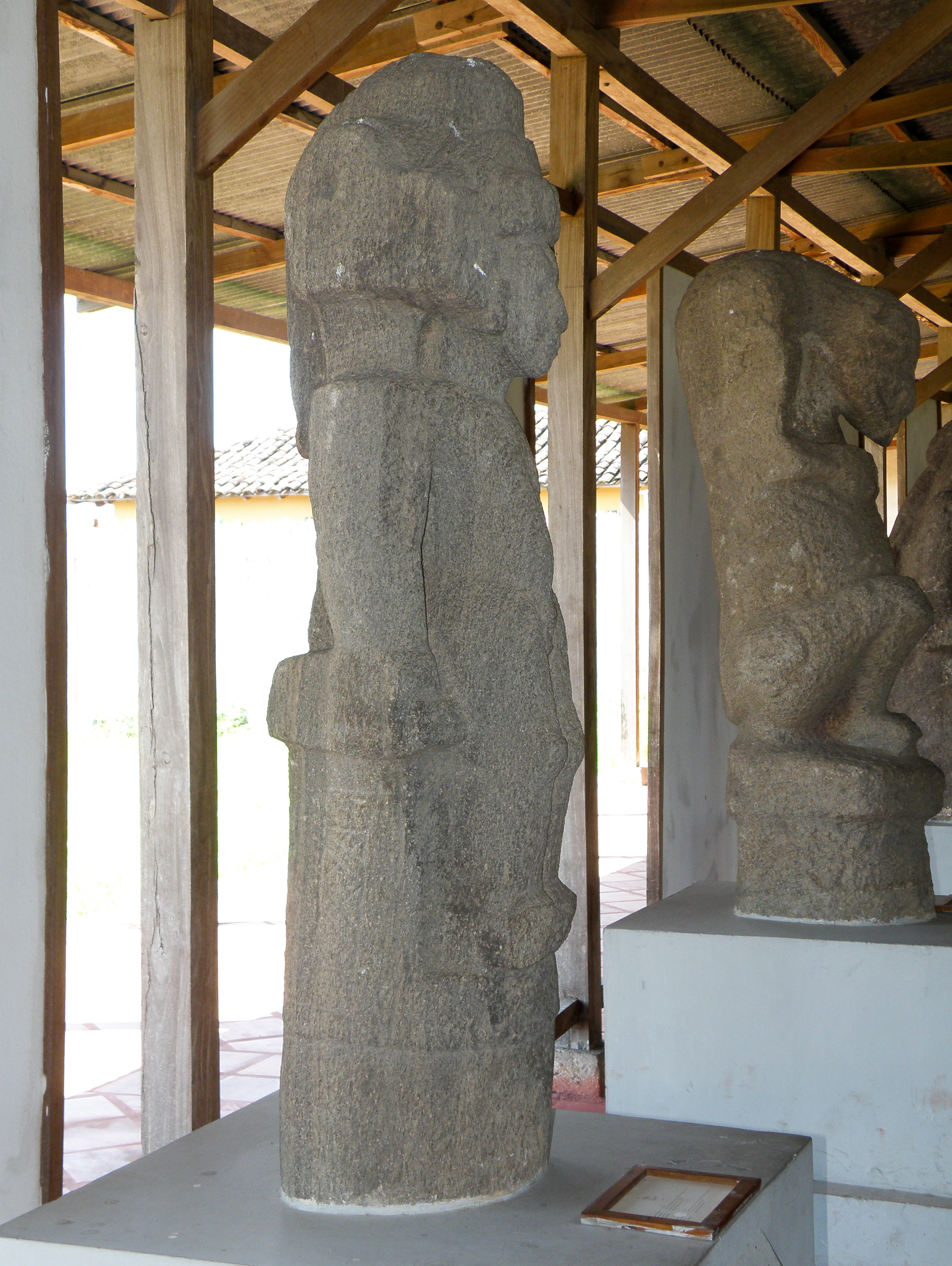
Statues zoomorphes au musée San Francisco de Granada.

Bien que les hypothèses des archéologues varient à certains égards, il a été déterminé que la statuaire de Zapatera et une grande partie de la poterie datent de la période allant de 800 et 1350 apr. J.-C., et qu'elles ont été créées par les Chorotegas, une tribu liée à la culture indigène mésoaméricaine. Des archéologues indiquent que des pétroglyphes, des metates (ou pierres à broyer) et des céramiques de différentes périodes ont été trouvés, certains les datant même de 500 apr. J.-C., et d'autres pièces seraient, par contre, contemporaines de l'installation des Espagnols dans le pays au XVIe siècle.
En ce qui concerne la paternité des œuvres trouvées dans l'archipel, le débat reste ouvert, car les preuves manquent ou sont ténues. De plus, il semble que sur la période envisagée, des peuples divers se sont succédé dans la région ; Niquiranos d'origine mexicaine issus des peuples Toltèques ou Aztèques, ou Chorotegas peut-être - précédés par les Orotinas, venus d'autres horizons et de toute façon la plupart des traces ont été détruites par la colonisation espagnole. 

Comme l'écrit avec virulence Carl Bovallius, la nation espagnole ... 

« à cause de son troupeau d'aventuriers sanguinaires et de rapaces glorifiés dans l'histoire sous le nom de "Conquérants", porte sur elle la responsabilité ignominieuse d'être l'exterminateur de cette civilisation. Parce que cette extermination a été si rapide et radicale, par le vandalisme fanatique de prêtres "chrétiens" et les crimes sanglants de soldats avides, cette histoire ne connaît pas d'autre cas similaire. 
C'est pour cette raison que le chercheur de la culture relativement moderne de l'Amérique centrale est obligé de parcourir des routes plus laborieuses et pleines de lacunes que l'étudiant des civilisations de l'Égypte et de l'Inde, disparues pourtant des milliers d'années auparavant. »

Les artéfacts de ces îles comprennent également des figures zoomorphes et des ustensiles d'un style similaire aux exemples trouvés sur le continent. 
Les découvertes les plus importantes de Zapatera sont les statues sculptées dans du basalte noir, mesurant généralement entre 1 et 2,25 m de haut et plus de 150 cm de diamètre pour certaines. Elles représentent à la fois des humains et des animaux, ou un mélange des deux (zoomorphisme) et on spécule qu'elles représentaient des divinités, comme le dieu Tlaloc, ou des dirigeants de haut niveau. 
La plupart des statues ont été trouvées regroupées autour de monticules de terre ou de pierre, regardant vers l'extérieur, ce qui suggère qu'elles faisaient partie d'un centre cérémoniel. D'après les dessins des pétroglyphes découverts à proximité, il a été suggéré que ces sites pourraient avoir été le lieu de sacrifices humains.
Aujourd'hui, la plupart de ces statues et pétroglyphes sont dans des musées - outre celui du couvent San Francisco de Granada - comme le Musée royal suédois ou le musée de la Smithsonian Institution à Washington aux États-Unis.

Les découvreurs des statues de Zapatera et quelques-unes de leurs découvertes.
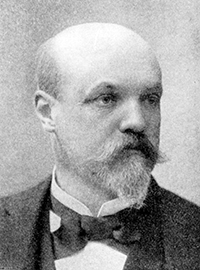
Carl Bovallius.
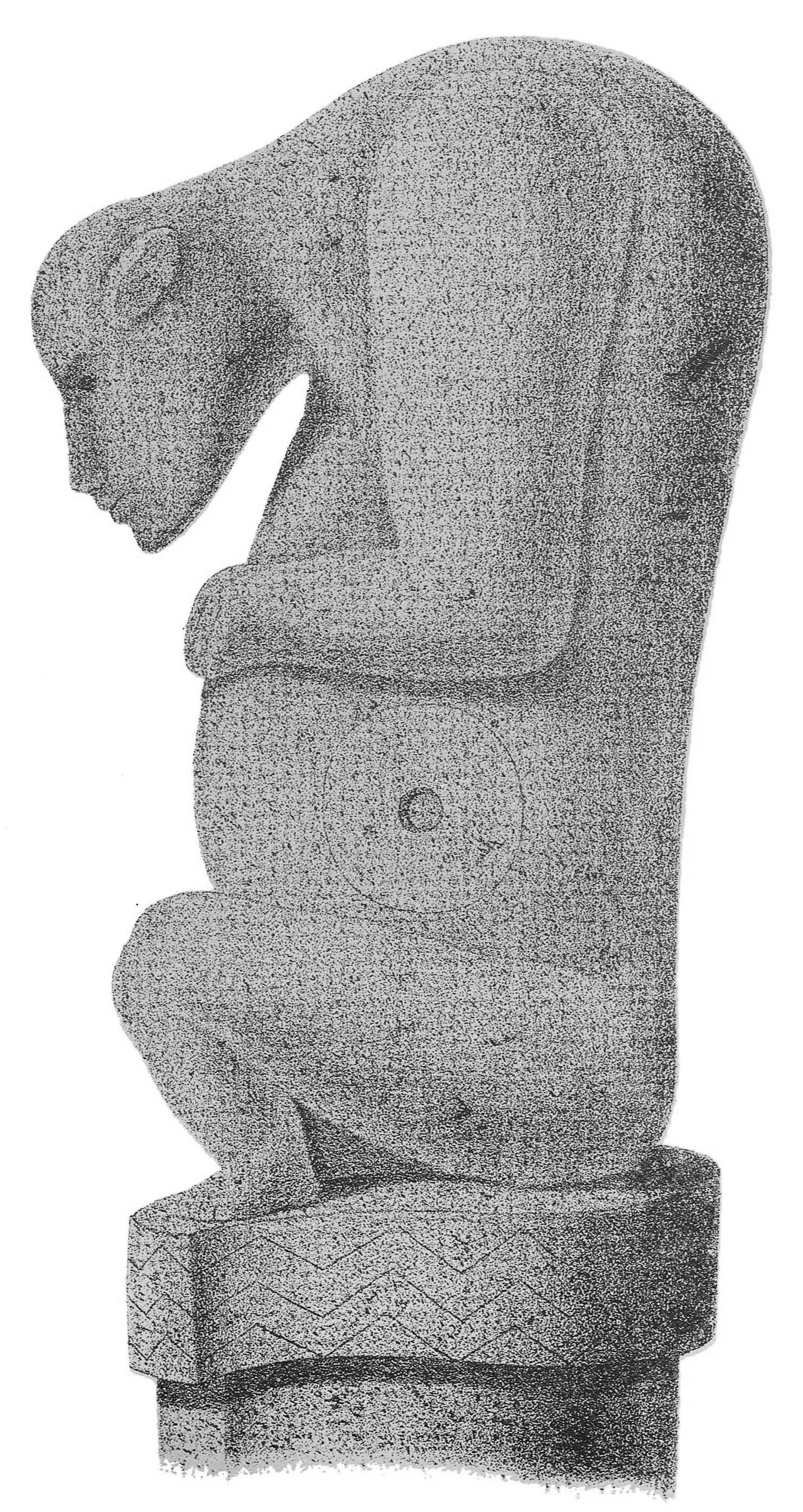
Figure masculine, assise sur le sol.
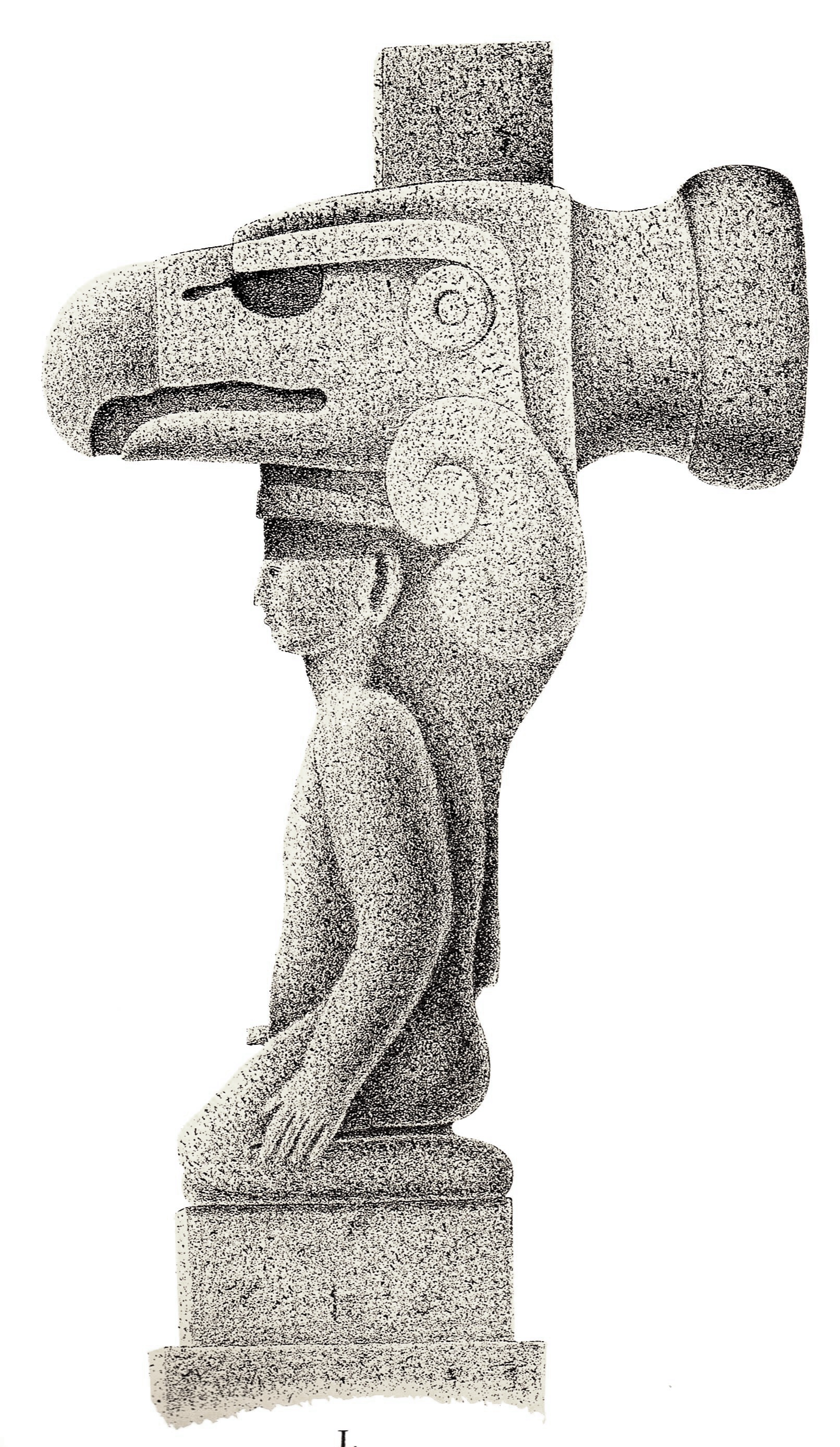
Homme agenouillé, soutenant une tête de vautour.
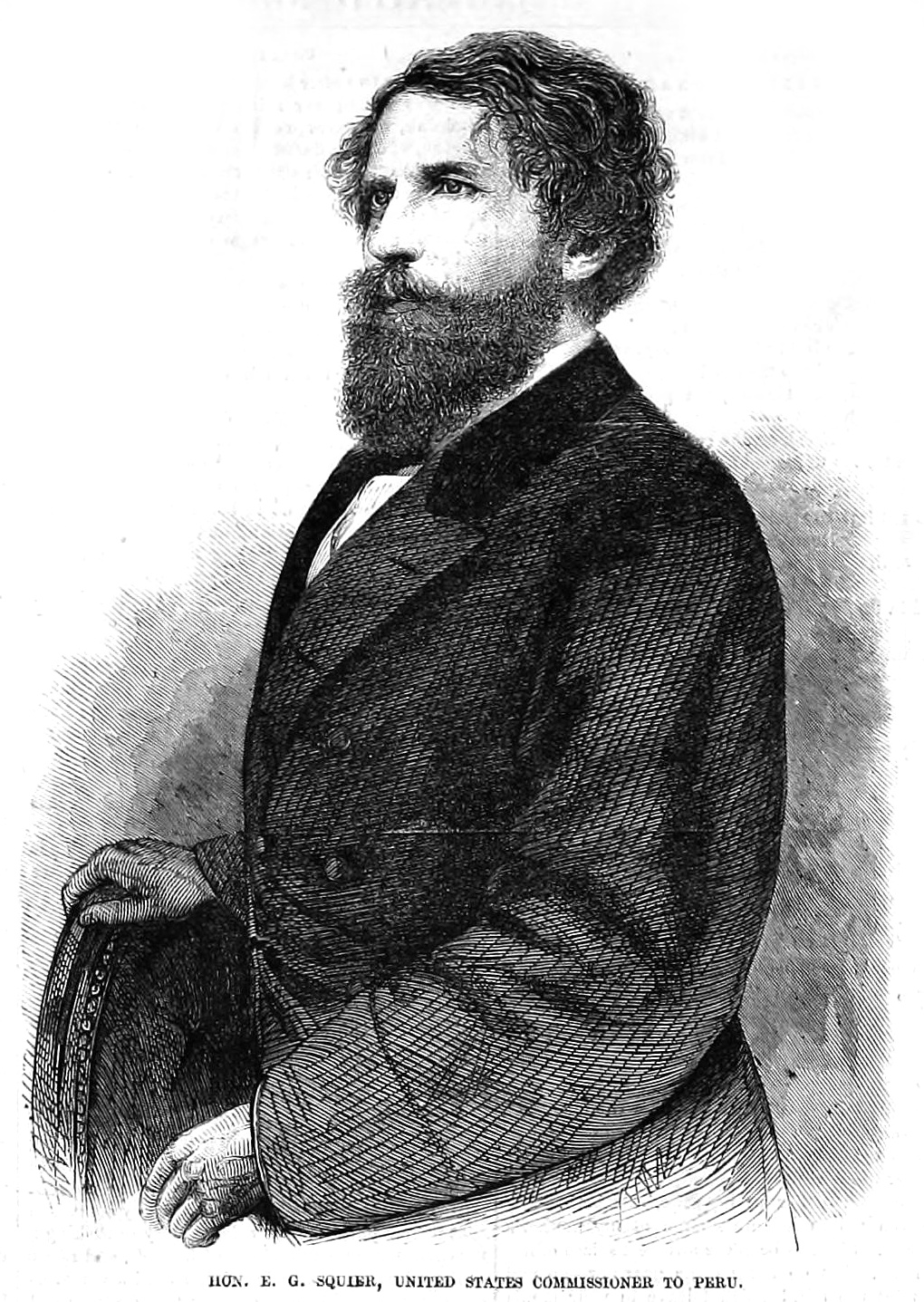
Ephraim George Squier.